# Coccolithus
A Coccolithus a Haptophytina egysejtű algákból álló nemzetsége.

## Történet
Eredetileg a Crystallolithustól külön nemzetségként írták le, melyek egyikének tagja haploid, a másik diploid, 1960-ban igazolták, hogy a Coccolithus braarudii és a Crystallolithus hyalinus valójában azonos faj heteromorf életciklussal.

## Élete

### Életciklus
Holokokkolittal rendelkező haploid és heterokokkolittal rendelkező diploid állapotok közt váltakozik, ezek virágzásukkor gyakran a felső fotikus zónában koncentrálódnak.
Kizárólag haploid állapotuk rendelkezik haptonémával, mely lehetővé teszi a fagotrófiát.:294

### Hőmérsékleti hatások
A hőmérséklet-növekedés csökkenti a PIC / POC arányt és növeli a C. pelagicus foszforigényét.

### Meszesedés
Egyes tagjai, például  Coccolithus braarudii meszesedése szilíciumot igényel, szemben más fajokkal, például a Gephyrocapsa huxleyival. A meszesedést biszfoszfonátok, például 1-hidroxietán-1,1-difoszfonsav (HEDP) gátolják a fémion-kelációval és a kalcium-karbonát-kristályok növekedésének akadályozásával.
A meglévő kokkolitok nem oldódnak fel alacsony (1 mM) Ca2+-koncentráció mellett, azonban az új kokkolitok egy része nem vált teljessé. A Ge-kitettség nem megfelelő formájú kokkolitokat okozott, formájuk a HEDP-kitettekétől eltért, e formai eltérések a kokkolitüregen belül jelentkeztek. A három kezelés együtt jelentősen növeli a hibás, a kokkoszférába nem integrálódó kokkolitok számát, így a teljes kokkoszféra fenntartását megnehezíti. A meszesedés megzavarása gátolja a C. braarudii növekedését is, de sejtfunkcióit nem.

### Anyagcsere
Cinkfelvétele mintegy a teljes koncentráció 20%-a diffúziós doménjééhez hasonló 2–10 μm-es méret miatt.

## Fajok

### Recens
Többek közt az alábbi recens fajokkal rendelkezik:
- Coccolithus oceanicus,
- Coccolithus pelagicus,
- Coccolithus braarudii.[1]

A C. pelagicus szubarktikus tájakon él, 4–15 μm átmérőjű, míg a C. braarudii mérsékelt övezeti vizeken és felfelé áramló helyeken él.:292
A C. braarudiit korábban a C. pelagicus alfajának tekintették.

### Fosszilis
Többek közt az alábbi fosszilis fajokkal rendelkezik:
- Coccolithus apomnemoneumus
- Coccolithus cavus.[7][1]

Előbbi a Discoaster gemmeusszal és a Heliolithus kleinpellivel fordult elő együtt, utóbbit Cruciplacolithus tenuisszal és a Fascicolithus tympaniformisszal.
A C. cavus központi ürege nagy, disztális páncélja 40–64, általában 48–52 részes, a C. apomnemoneumus páncélja 56–72 részes.

## Genetika
A C. pelagicus legalább 1 feszültségkapus protoncsatornával rendelkezik, ennek neve CpHV1, és 2011-ben fedezték fel.

## Fordítás
Ez a szócikk részben vagy egészben  a   Coccolithus című angol Wikipédia-szócikk ezen változatának fordításán alapul.  Az eredeti cikk szerkesztőit annak laptörténete sorolja fel. Ez a jelzés csupán a megfogalmazás eredetét és a szerzői jogokat jelzi, nem szolgál a cikkben szereplő információk forrásmegjelöléseként.